# European Network of Democratic Young Left
Europejska Sieć Młodzieżowych Organizacji Demokratycznych i Lewicowych (ENDYL) – założona w 1994 w Kopenhadze wspólnota młodzieżowa o europejskim zasięgu zrzeszająca organizacje socjalistyczne, Zielonej Lewicy oraz radykalnie demokratyczne.
ENDYL opierało się w swojej pracy na demokracji, wolności osobistej, solidarności, prawach człowieka, internacjonalizmie oraz ekologicznej odpowiedzialności. Celem ich działania było zniesienie opresyjnego oraz wyniszczającego kapitalizmu i zastąpienia go alternatywnymi modelami produkcji i relacji międzyludzkich.
ENDYL składało się z 17 socjalistycznych i radykalnie demokratycznych młodzieżówek w 2012. Współpracowało z Partią Europejskiej Lewicy oraz ruchami społecznymi i organizacjami z krajów globalnego południa.
W marcu 2016 ENDYL ogłosiło swoje rozwiązanie. Niektóre organizacje członkowskie biorą udział w budowie European Left Youth Network.

## Członkowie ENDYL
- Dania: Socialistisk UngdomsFront
- Estonia: Młodzież Estońskiej Partii Lewicowej
- Katalonia: Joves d’Esquerra Verda - Joves amb Iniciativa (JEV-JIC)
- Estonia: Noored Sotsiaaldemokraadid
- Finlandia: Vasemmistonuoret (pol. Lewicowa młodzież)
- Francja: Mouvement Jeunes Communistes de France (MJCF)
- Grecja: Młodzież SYRIZY
- Hiszpania: Zjednoczona Lewica, Alternativa Jove
- Irlandia: Młodzież Sinn Féin
- Macedonia Północna: MSM [Macedońscy Młodzi Socjaliści]
- Mołdawia: Konsomol [Komunistyczny Związek Młodzieży Mołdawskiej]
- Niemcy: JungdemokratInnen/Junge Linke (JD/JL)
- Niemcy: [’solid] - die sozialistische Jugend
- Norwegia: SU - Sosialistik Ungdom
- Portugalia: Bloco de Esquerda
- Turcja: Partia Wolności i Sprawiedliwości